# Elecciones al Parlamento Europeo de 1999 (Países Bajos)
En las elecciones al Parlamento Europeo de 1999 en los Países Bajos, celebradas en el 10 de junio de 1999, se escogió a los 31 representantes de dicho país para la quinta legislatura del Parlamento Europeo.

## Resultados
| Datos de participación | Datos de participación | Datos de participación |
| ---------------------- | ---------------------- | ---------------------- |
| Censo electoral        | 11.862.864             | 100%                   |
| Votantes               | 3.560.764              | 30,0                   |
| Abstención             | 8.302.100              | 70,0                   |
| A candidatura          | 3.544.408              | 99,5                   |

| ← Elecciones al Parlamento Europeo de 1999 →                                                                           |         |       |         |     |
| Partido | Votos   | %     | Escaños | +/- |
| Llamada Demócrata Cristiana (CDA)                                                                                      | 954.898 | 26,94 | 9       | -1  |
| Partido del Trabajo (PvdA)                                                                                             | 712.929 | 20,11 | 6       | -2  |
| Partido Popular por la Libertad y la Democracia (VVD)                                                                  | 698.050 | 19,69 | 6       | 0   |
| GroenLinks (GL) | 419.869 | 11,85 | 4       | +3  |
| Coalición: - Partido Político Reformado (SGP) - Federación Política Reformada (RPF) - Alianza Política Reformada (GPV) | 309.612 | 8,74  | 3       | +1  |
| Demócratas 66 (D66) | 205.623 | 5,80  | 2       | -2  |
| Partido Socialista (SP)                                                                                                | 178.642 | 5,04  | 1       | +1  |
| El Partido Europeo (EP)                                                                                                | 23.231  | 0,66  | 0       | /   |
| Demócratas Conservadores (CD)                                                                                          | 17.470  | 0,50  | 0       | 0   |
| Plataforma Electoral Europea Países Bajos (EVPN)                                                                       | 13.234  | 0,37  | 0       | /   |
| Lista Sala (LS) | 10.580  | 0,30  | 0       | /   |
| Total |         |       | 31      | 0   |